# Finał Pucharu Ligi Polskiej 2001
Finał Pucharu Ligi Polskiej 2001 – mecze piłkarskie kończące rozgrywki Pucharu Ligi Polskiej 2000/2001 oraz mające na celu wyłonienie triumfatora tych rozgrywek, pomiędzy Zagłębiem Lubin a Wisłą Kraków. Finał został rozegrany systemem pierwszy mecz i mecz rewanżowy. Pierwszy mecz został rozegrany 26 maja 2001 roku na Stadionie GOS-u w Lubinie, natomiast mecz rewanżowy został rozegrany 3 czerwca 2001 roku na Stadionie Miejskim w Krakowie. Trofeum po raz 1. wywalczyła Wisła Kraków.

## Droga do finału
| Zagłębie Lubin | Zagłębie Lubin   | Zagłębie Lubin | Runda       | Wisła Kraków | Wisła Kraków                     | Wisła Kraków |
| Data           | Przeciwnik       | Wynik          | Runda       | Data         | Przeciwnik                       | Wynik        |
| -------------- | ---------------- | -------------- | ----------- | ------------ | -------------------------------- | ------------ |
| 30.08.2000     | Ruch Chorzów     | 4:2            | IV runda    | 30.08.2000   | Dyskobolia Grodzisk Wielkopolski | 0:0          |
| 06.09.2000     | Ruch Chorzów     | 1:0            | IV runda    | 06.09.2000   | Dyskobolia Grodzisk Wielkopolski | 4:2          |
| 25.10.2000     | Polonia Warszawa | 1:0            | Ćwierćfinał | 18.10.2000   | Legia Warszawa                   | 1:1          |
| 08.11.2000     | Polonia Warszawa | 1:2            | Ćwierćfinał | 26.11.2000   | Legia Warszawa                   | 3:1          |
| 20.03.2001     | Górnik Polkowice | 0:0            | Półfinał    | 21.03.2001   | Amica Wronki                     | 2:0          |
| 03.04.2001     | Górnik Polkowice | 2:1            | Półfinał    | 04.04.2001   | Amica Wronki                     | 0:1          |

## Tło
Dla Wisły Kraków i Zagłębia Lubin była to pierwsza szansa na zdobycie trofeum w sezonie 2000/2001. Faworytem rywalizacji była drużyna Białej Gwiazdy.

## Finał
| Drużyna 1      | Wynik dwumeczu | Drużyna 2    | Pierwszy mecz | Drugi mecz |
| -------------- | -------------- | ------------ | ------------- | ---------- |
| Zagłębie Lubin | 2:4            | Wisła Kraków | 0:3           | 2:1        |

### Pierwszy mecz

#### Przebieg meczu
Mecz odbył się 26 maja 2001 roku o godz. 18:00 na Stadion GOS-u w Lubinie. Sędzią głównym spotkania był Grzegorz Gilewski. Drużyna Białej Gwiazdy od samego początku miała przewagę w grze, co przyniosło skutek już w 32. minucie, gdy Ryszard Czerwiec po otrzymaniu podania na polu karnym dokładnie podaje do Łukasza Sosina, który z 8 metrów pokonuje bramkarza drużyny Miedziowych, Roberta Mioduszewskiego, mimo że ten miał już piłkę w rękach. Już w 33. minucie Łukasz Sosin dynamicznie mija Dariusza Żurawia, po czym wystawia piłkę Olgierdowi Moskalewiczowi, który trafia do pustej bramki, podwyższając wynik na 2:0. W 73. minucie świetną akcję rozpoczął Ryszard Czerwiec, który wykonał długie podanie do Tomasza Frankowskiego, który po przyjęciu piłki oraz pojawieniu się Ryszarda Czerwca na 25. metrze podał mu piłkę, a ten z woleja uderzył strzał nie do obrony, ustalając tym samym wynik na 3:0. 

#### Szczegóły meczu
| 26 maja 2001 18:00 | Zagłębie Lubin | 0:30:2Raport | Wisła Kraków · 32' Sosin · 33' Moskalewicz · 73' Czerwiec | Stadion GOS-u, Lubin Widzów: 1 000 Sędzia: Grzegorz Gilewski (Radom) |
|                    |                |              |                                                           |                                                                      |

| Zagłębie Lubin:    |  |                       |              |     |
|                    |  |                       |              |     |
| BR                 |  | Robert Mioduszewski   |              |     |
| OB                 |  | Robert Bubnowicz      |              |     |
| OB                 |  | Dariusz Żuraw         |              |     |
| OB                 |  | Piotr Przerywacz      |              |     |
| OB                 |  | Nerijus Radžius       |              |     |
| PO                 |  | Jarosław Krzyżanowski |              | 69' |
| PO                 |  | Ireneusz Kowalski     |              | 46' |
| PO                 |  | Paweł Piotrowski      |              |     |
| PO                 |  | Zbigniew Szewczyk     |              |     |
| NA                 |  | Marcin Narwojsz       |              | 78' |
| NA                 |  | Zbigniew Grzybowski   | Żółta kartka |     |
| Zmiany:            |  |                       |              |     |
| PO                 |  | Rafał Majka           |              | 46' |
| OB                 |  | Jacek Manuszewski     |              | 69' |
| NA                 |  | Aleksandr Osipowicz   |              | 78' |
| Trener:            |  |                       |              |     |
| Mirosław Jabłoński |  |                       |              |     |

| Wisła Kraków: |  |                     |              |     |
|               |  |                     |              |     |
| BR            |  | Artur Sarnat        |              |     |
| OB            |  | Łukasz Nawotczyński |              |     |
| OB            |  | Kazimierz Moskal    |              |     |
| OB            |  | Marcin Baszczyński  | Żółta kartka |     |
| PO            |  | Kelechi Iheanacho   |              | 66' |
| PO            |  | Grzegorz Niciński   |              |     |
| PO            |  | Ryszard Czerwiec    | Żółta kartka |     |
| PO            |  | Mirosław Szymkowiak |              |     |
| PO            |  | Kamil Kosowski      |              | 86' |
| NA            |  | Łukasz Sosin        |              |     |
| NA            |  | Olgierd Moskalewicz |              | 52' |
| Zmiany:       |  |                     |              |     |
| NA            |  | Tomasz Frankowski   |              | 52' |
| NA            |  | Maciej Żurawski     |              | 66' |
| PO            |  | Sunday Ibrahim      |              | 86' |
| Trener:       |  |                     |              |     |
| Adam Nawałka  |  |                     |              |     |

### Rewanż

#### Przebieg meczu
Mecz odbył się 3 czerwca 2001 roku o godz. 16:30 na Stadionie Miejskim w Krakowie. Sędzią głównym spotkania był Jacek Granat. W 39. minucie gola dla drużyny Miedziowych otwierającego wynik na 0:1 zdobył Aleksandr Osipowicz. W 47. minucie po wykonaniu rzutu wolnego przez zawodnika drużyny Białej Gwiazdy, Kamila Kosowskiego gola wyrównującego na 1:1 zdobył niepilnowany Tomasz Frankowski, co postawiło drużynę Miedziowych w bardzo trudnej sytuacji w kwestii triumfu w rozgrywkach, która jednak nie zamierzała się poddać i już w 53. minucie Jarosław Krzyżanowski strzałem z dystansu pokonał bramkarza drużyny przeciwnej, Artura Sarnata, zdobywając tym samym gola na 1:2, ustalając tym samym wynik, mimo wielu okazji drużyny Białej Gwiazdy.

#### Szczegóły meczu
| 3 czerwca 2001 16:30 | Wisła Kraków · Frankowski 47' | 1:20:1Raport | Zagłębie Lubin · 39' Osipowicz · 53' Krzyżanowski | Stadion Miejski, Kraków Widzów: 5 000 Sędzia: Jacek Granat (Warszawa) |
|                      |                               |              |                                                   |                                                                       |

| Wisła Kraków: |  |                     |              |     |
|               |  |                     |              |     |
| BR            |  | Artur Sarnat        |              |     |
| OB            |  | Łukasz Nawotczyński |              | 75' |
| OB            |  | Kazimierz Moskal    | Żółta kartka |     |
| OB            |  | Kamil Kosowski      |              |     |
| PO            |  | Kelechi Iheanacho   |              | 54' |
| PO            |  | Grzegorz Niciński   |              |     |
| PO            |  | Maciej Żurawski     |              |     |
| PO            |  | Sunday Ibrahim      |              | 62' |
| NA            |  | Olgierd Moskalewicz |              |     |
| NA            |  | Łukasz Sosin        |              |     |
| NA            |  | Tomasz Frankowski   |              |     |
| Zmiany:       |  |                     |              |     |
| PO            |  | Mirosław Szymkowiak |              | 54' |
| NA            |  | Paweł Brożek        |              | 62' |
| PO            |  | Ryszard Czerwiec    |              | 75' |
| Trener:       |  |                     |              |     |
| Adam Nawałka  |  |                     |              |     |

| Zagłębie Lubin:    |  |                       |              |     |
|                    |  |                       |              |     |
| BR                 |  | Robert Mioduszewski   |              |     |
| OB                 |  | Robert Bubnowicz      |              |     |
| OB                 |  | Dariusz Żuraw         | Żółta kartka |     |
| OB                 |  | Piotr Przerywacz      |              |     |
| OB                 |  | Nerijus Radžius       | Żółta kartka | 60' |
| PO                 |  | Paweł Piotrowski      |              |     |
| PO                 |  | Jacek Manuszewski     |              |     |
| PO                 |  | Jarosław Krzyżanowski |              |     |
| PO                 |  | Zbigniew Szewczyk     |              | 52' |
| NA                 |  | Zbigniew Grzybowski   |              | 77' |
| NA                 |  | Aleksandr Osipowicz   |              |     |
| Zmiany:            |  |                       |              |     |
| NA                 |  | Marcin Kubsik         |              | 52' |
| PO                 |  | Rafał Majka           |              | 60' |
| NA                 |  | Marcin Narwojsz       |              | 77' |
| Trener:            |  |                       |              |     |
| Mirosław Jabłoński |  |                       |              |     |

| Puchar Ligi Polskiej 2000/2001 Zwycięzcy |
| ---------------------------------------- |
| Wisła Kraków 1. Tytuł                    |

## Po finale
Mecz zakończył się wygraną Zagłębia Lubin 1:2, jednak w wyniku dużej straty w pierwszym meczu, triumfatorem rozgrywek została Wisła Kraków, która za triumf otrzymała czek na 1 400 000 złotych, natomiast Zagłębie Lubin zarobiło 600 000 złotych.